# Ilan Șor
Ilan Șor, o Ilan Shor (Tel Aviv, 6 de marzo de 1987) es un empresario, oligarca y político moldavo. Desde julio de 2015 hasta abril de 2019, se desempeñó como alcalde de la ciudad moldava de Orhei.  Es propietario de varias empresas moldavas, incluida una empresa llamada Dufremol (libre de impuestos) y el club de fútbol FC Milsami. En 2014, se convirtió en presidente de la junta directiva de la Caja de Ahorros de Moldavia.

## Biografía
Șor nació en Tel Aviv, Israel, el 6 de marzo de 1987, hijo de Miron y Maria Șor, judíos moldavos de Chisináu que se habían mudado a Israel a fines de la década de 1970.  La familia regresó a Chisináu alrededor de 1990, cuando Șor tenía dos o tres años, y su padre inició un negocio en Moldavia.
Șor está casado con la cantante rusa Jasmin desde 2011. Además del hijo de Jasmin de un matrimonio anterior, tienen una hija, Margarita, que nació en 2012, y un hijo, Miron, que nació en 2016.

### Carrera política
El 14 de junio de 2015, Shor fue elegido alcalde de la ciudad moldava de Orhei con el 62% de los votos, cargo que ocupó hasta abril de 2019. Contó con el apoyo del Movimiento Sociopolítico Republicano Igualdad. En octubre de 2016, Șor fue elegido presidente del partido, que pasó a ser conocido  como Partido Șor.
En las elecciones parlamentarias de Moldavia de 2019 fue elegido miembro del Parlamento de Moldavia en representación del distrito de Orhei.
Șor es una figura de la oposición pro-Moscú en la política moldava que ha sido descrita como "una figura destacada en los esfuerzos del Kremlin para subvertir" la ex república soviética de Moldavia, según informes de inteligencia. Șor es conocido con el apodo de "el joven" por el Servicio Federal de Seguridad (FSB), que, según las comunicaciones interceptadas, envió estrategas políticos rusos para ayudar al Partido Șor.
El 26 de octubre de 2022, fue sancionado por el Departamento del Tesoro de los Estados Unidos por su asociación con el gobierno ruso.
El 12 de diciembre de 2022, el Gobierno de Moldavia suspendió las licencias de radiodifusión de seis estaciones de televisión propiedad de Ilan Shor para "prevenir el riesgo dedesinformación o intentos de manipular la opinión pública" sobre la invasión rusa de Ucrania.
Jugó un papel destacado en las protestas en Moldavia de 2022-2023.
El 13 de abril de 2023, Șor fue sentenciado a 15 años de prisión in absentia por cargos de corrupción. Todos los activos moldavos de Shor fueron congelados, pero el empresario permanece en Israel, país al que huyó en 2019. El gobierno de Moldavia ha seguido solicitando a Israel su extradición a Moldavia para cumplir su sentencia.
Su partido prorruso, el Partido Șor, fue liquidado y prohibido por el Tribunal Constitucional de Moldavia el 19 de junio de 2023 después de meses de protestas organizadas por Shor y su partido que el tribunal afirmó que estaban diseñadas para desestabilizar Moldavia y fomentar un golpe de Estado del gobierno electo con el fin de instalar un gobierno prorruso. El 2 de agosto, el Parlamento de Moldavia aprobó una legislación que prohíbe a los miembros de su partido (incluido a Șor) participar en las elecciones durante cinco años.

## Controversias
El informe Kroll afirma que, aunque se desconocen los beneficiarios finales, algunas empresas con las que Șor tiene vínculos se beneficiaron, directa o indirectamente, de préstamos emitidos por los tres bancos involucrados en el escándalo de fraude bancario moldavo de 2014. El 26 de noviembre de 2014, los bancos quebraron y luego fueron puestos bajo la administración especial del Banco Nacional de Moldavia. El 27 de noviembre, el gobierno moldavo, encabezado por el primer ministro Iurie Leancă, decidió en secreto rescatar a los tres bancos con 870 millones de dólares en préstamos de emergencia, cubiertos con reservas estatales. Esto creó un déficit en las finanzas públicas moldavas equivalente a una octava parte del PIB del país.
En la semana anterior a las elecciones parlamentarias moldavas de 2014, se extrajeron más de 750 millones de dólares de los tres bancos entre el 24 y el 26 de noviembre. Una camioneta perteneciente a Klassica Force, mientras transportaba 12 sacos de archivos bancarios, fue robada y quemada el 27 de noviembre. Los registros de muchas transacciones fueron borrados de las computadoras de los bancos.
En marzo de 2015, Ilan Șor fue sospechoso del Centro Nacional Anticorrupción (NAC) por su trabajo en la Caja de Ahorros. El 17 de marzo de 2015 fue interrogado durante 8 horas y agentes anticorrupción incautaron sus bienes personales. El 6 de mayo de 2015, Șor fue puesto bajo arresto domiciliario. A partir de 2015, a Șor se le permite moverse libremente, luego de un período de arresto domiciliario. Esto se debe a que cooperó plenamente con la investigación. A pesar de esto, se le permitió registrarse para la carrera electoral por la alcaldía de la ciudad de Orhei, una contienda en la que ganó el 62% de los votos en las elecciones locales del 14 de junio.